# Plagiothecium svalbardense
Plagiothecium svalbardense är en bladmossart som beskrevs av Arne Arnfinn Frisvoll. Plagiothecium svalbardense ingår i släktet sidenmossor, och familjen Plagiotheciaceae. Arten har ej påträffats i Sverige.